# Liina Laasma
Liina Laasma (Tõstamaa, 13 gennaio 1992) è una giavellottista estone.

## Record nazionali
- Lancio del giavellotto: 63,65 m ( Rabat, 22 maggio 2016)

## Palmarès
| Anno | Manifestazione    | Sede           | Evento                 | Risultato | Prestazione | Note |
| ---- | ----------------- | -------------- | ---------------------- | --------- | ----------- | ---- |
| 2009 | Mondiali allievi  | Bressanone     | Lancio del giavellotto | 5ª        | 50,99 m     |      |
| 2010 | Mondiali juniores | Moncton        | Lancio del giavellotto | 14ª (q)   | 48,22 m     |      |
| 2011 | Europei juniores  | Tallinn        | Lancio del giavellotto | Oro       | 55,99 m     |      |
| 2013 | Mondiali          | Mosca          | Lancio del giavellotto | 24ª (q)   | 56,93 m     |      |
| 2016 | Europei           | Amsterdam      | Lancio del giavellotto | 18ª (q)   | 56,61 m     |      |
| 2016 | Giochi olimpici   | Rio de Janeiro | Lancio del giavellotto | 20ª (q)   | 60,14 m     |      |
| 2018 | Europei           | Berlino        | Lancio del giavellotto | nm (q)    | nm (q)      |      |

## Altre competizioni internazionali
2009
- Oro al Festival olimpico della gioventù europea ( Tampere), lancio del giavellotto - 53,66 m

2011
- Argento in Coppa Europa invernale di lanci ( Sofia), lancio del giavellotto - 57,04 m

2014
- Oro in Coppa Europa invernale di lanci ( Leiria), lancio del giavellotto - 63,17 m

2017
- Oro nella First League degli Europei a squadre ( Vaasa), lancio del giavellotto - 57,93 m